# Certipor
Certipor é uma Autoridade de Registro portuguesa fundada em Fevereiro de 2000. Foi adquirida pela Multicert em Agosto de 2002.

## Serviços
Presta serviços a particulares e a empresas. Para os particulares, existem certificados digitais de correio electrónico. Para as empresas, existem certificados digitais de correio electrónico e certificados digitais de servidores.